# 八代市立東陽中学校
八代市立東陽中学校（やつしろしりつ とうようちゅうがっこう）は、熊本県八代市東陽町南にある市立中学校。

## 沿革
- 1947年（昭和22年） - 河俣村立河俣中学校、種山村立種山中学校創立
- 1955年（昭和30年） - 東陽村立河俣中学校、東陽村立種山中学校と改称
- 1969年（昭和44年） - 統合し東陽村立東陽中学校となる
- 2005年（平成17年）8月1日 - 八代市立東陽中学校と改称